# Ray Wilkins
Raymond Colin Wilkins (ur. 14 września 1956 w Hillingdon, zm. 4 kwietnia 2018 w Londynie) – angielski piłkarz, reprezentant kraju, uczestnik mistrzostw Europy we Włoszech (1980), mistrzostw świata w Hiszpanii (1982) oraz mistrzostw świata w Meksyku (1986). Po zakończeniu kariery piłkarskiej trener.

## Kariera reprezentacyjna
W reprezentacji Anglii zadebiutował 28 maja 1976 roku w wygranym 3:2 meczu z Włochami. Pierwszego gola strzelił 13 czerwca 1979 w przegranym 3:4 spotkaniu z Austrią. W 1980 roku uczestniczył w mistrzostwach Europy we Włoszech – w turnieju tym był podstawowym zawodnikiem – zagrał w trzech meczach grupowych i zdobył bramkę w pojedynku z Belgią.
W 1982 roku był podstawowym zawodnikiem reprezentacji Anglii w mistrzostwach świata w Hiszpanii – wystąpił w pięciu meczach. Cztery lata później wziął udział w mistrzostwach świata w Meksyku. W turnieju tym zagrał w dwóch pojedynkach. 12 listopada 1986 roku w spotkaniu z Jugosławią po raz ostatni wystąpił w barwach narodowych.
Zmarł 4 kwietnia 2018 roku w Szpitalu św. Jerzego w Londynie. Przyczyną śmierci był atak serca.

## Sukcesy

### Manchester United
- Puchar Anglii: 1983
- Tarcza Wspólnoty: 1983

### Rangers
- Scottish Football League Premier Division: 1989, 1990
- Puchar Ligi Szkockiej: 1988, 1989